# Ole-Johan Dahl
Ole-Johan Dahl (Mandal, 12 de outubro de 1931 — Oslo, 29 de junho de 2002) foi um informático norueguês.
Foi laureado com o Prêmio Turing de 2001.